# Retroreflector

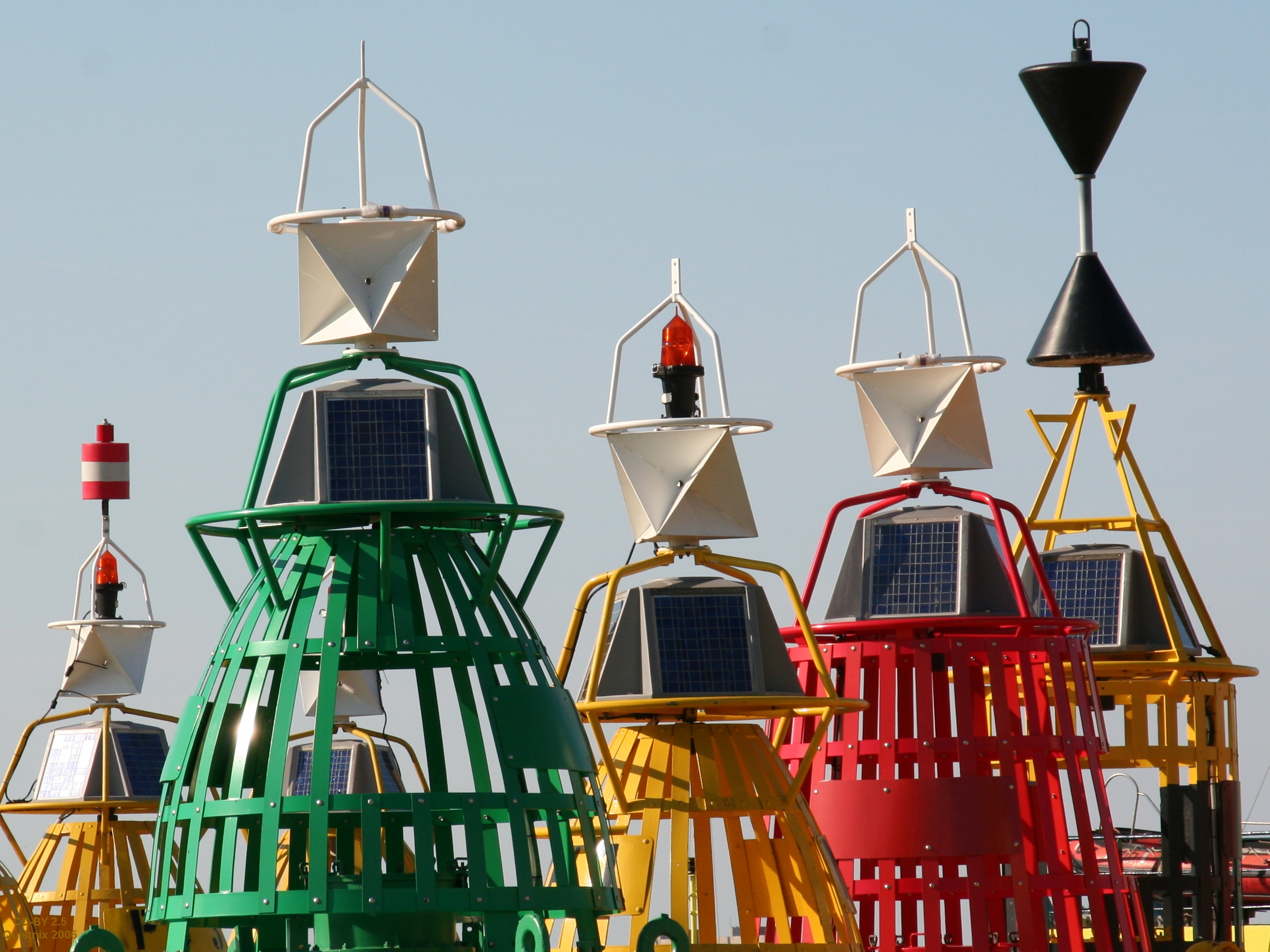
Diverse boeien. De witte onderdelen zijn hoekreflectoren

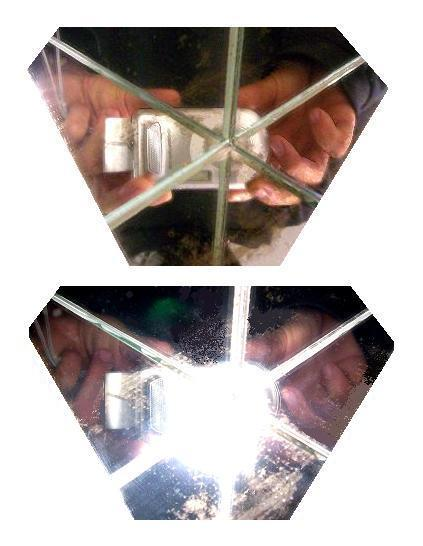
Tripelspiegel

Lichtgang bij retroreflectie

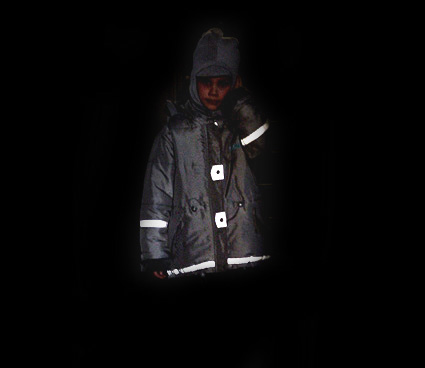
Veiligheidskleding wegwerkers

Een retroreflector of retroflector is een reflector die invallende straling (licht, radiogolven) in exact dezelfde richting terugkaatst als waaruit zij kwam, onafhankelijk van de invalshoek. 
Dat is belangrijk in het verkeer: schijnt men met de koplamp van een voertuig op een retroreflector, dan wordt het licht teruggekaatst in de richting waar het vandaan kwam, zodat de bestuurder, die zich immers vlak bij zijn koplampen bevindt, het licht goed kan zien. Daardoor is een retroreflector veel beter zichtbaar dan een willekeurig wit voorwerp. Een radarreflector is ook een retroreflector.
Er bestaan twee verschillende basistypen retroreflectors: hoekreflector of transparante bolletjes (zie de afbeelding rechts).

## Hoekreflector of tripelspiegel

Tripelspiegel: een lichtstraal wordt voor elke invalshoek teruggekaatst in de invalsrichting

Als drie spiegels tegen elkaar geplaatst worden met de spiegelende kanten naar elkaar toe onder hoeken van 90 graden, zodat ze een halve kubus vormen, ontstaat een hoekreflector of tripelspiegel. Dit type reflector wordt gebruikt in de scheepvaart als radarreflector, onder andere op bakens. In plaats van spiegels gebruikt men metalen platen (bij weerballonnen in het verleden zelfs dun aluminiumfolie op kunststof). In de praktijk worden tripelspiegels voor optische doeleinden zelden uit drie afzonderlijke spiegels opgebouwd, maar uit een blok glas in de vorm van een piramide met rechte tophoeken. De spiegelende werking ontstaat dan door totale interne reflectie.
Het oppervlak van een reflector achter op een voertuig (zoals een fiets of een auto) en langs de weg bestaat uit kleine halve kubusjes met de punten van de vlakke kant af gekeerd. Het licht wordt een- of tweemaal weerkaatst op de overgang van plastic naar lucht aan de achterzijde van de reflector, waardoor het terugkomt in de richting tegengesteld aan die waar het vandaan kwam.
Retroreflectoren worden ook gebruikt bij bepaalde vormen van afstandsmeting, zoals voor satellieten. Een dergelijke retroflector is onder meer bij de Apollo 11 missie in 1969 door Amerikaanse ruimtevaarders op de maan geplaatst, om de afstand tussen aarde en maan nauwkeurig te kunnen meten.

## Transparante bolletjes
Wanneer we een transparante bol van een materiaal met een brekingsindex van 2 nemen, wordt het invallende licht weerkaatst naar de bron. Nummerborden van Nederlandse auto's zijn met een materiaal bekleed waarin kleine bolletjes met de juiste eigenschappen zijn verwerkt. In wegmarkeringen en verkeersborden worden glasparels gebruikt om de retroreflecterende eigenschappen te bereiken. Tevens kan in toevallig verstrooide glasparels, in groten getale liggend op het donkere asfalt, de primaire glasbolletjesboog met radius 22°30' worden waargenomen. De primaire glasbolletjesboog is een equivalent van de gewone primaire regenboog met radius 42°.

## Lens en spiegel(s)
Reflectoren kunnen zijn opgebouwd uit meerdere dikke lenzen met een spiegelende achterzijde. waarvan de kromming van voor- en achterzijde zodanig is dat het licht naar de bron wordt teruggekaatst. Deze opbouw heet officieel een kattenoog, maar deze term wordt in de omgangstaal gebruikt voor een andere constructie, die gebaseerd is op de hoekreflector.

## Langs de weg
Langs veel wegen zijn retroreflectoren gezet. In Nederland en België geldt de standaard dat de reflectoren aan de rechterkant van de weg rood zijn en aan de linkerkant wit. Dit sluit aan bij de lichtkleuren die men ziet wanneer een voertuig met reflectoren of verlichting langs de kant van de weg staat.
De Nederlandse standaard geldt niet overal. In Duitsland hebben de wegen rechts één witte rechthoekige reflector en links twee witte ronde reflectoren.
Vooral bij wegwerkzaamheden worden vaak tijdelijk retroflectoren op het wegdek geplakt, die kleine tripelspiegels bevatten. In de volksmond worden deze kattenogen genoemd, hoewel deze term officieel alleen geldt voor de constructie met een lens en een spiegel. (Deze op het wegdek geplakte retroreflectoren bevatten vaak twee naast elkaar zittende retroflectortjes, waardoor de indruk van twee oplichtende kattenogen ontstaat.)
Ook de reflecterende banden op de kleding van wegwerkers, hulpverleners, e.d., maar ook de tekst op de wegwijzerborden langs de autosnelwegen zijn retroflecterend. Hierin zitten kleine versies van glasbolreflectoren.

## Trivia
- Een belangrijk onderdeel van de stealth-technologie bestaat uit het zo veel mogelijk vermijden van constructievormen die als retroreflector kunnen dienen. In de hoekige vorm van sommige stealthmodellen komt dan ook geen enkele hoek van 90° voor.
- In de natuur komen retroreflectoren ook voor. Diverse halo- en aanverwante verschijnselen worden veroorzaakt door waterdruppels die retroreflectie vertonen. Een voorbeeld is de heiligenschijn: een lichtkrans om de eigen slagschaduw in bedauwd gras of dichte mist. Ook het Seeligereffect wordt door retroreflectie veroorzaakt.